# Tremosine sul Garda
Tremosine sul Garda (Tremusen in dialetto bresciano) è un comune italiano sparso di 2 110 abitanti della provincia di Brescia in Lombardia. Posto su un terrazzo strutturale che sovrasta l'alto lago di Garda, fa parte de I borghi più belli d'Italia.

## Geografia fisica

### Territorio

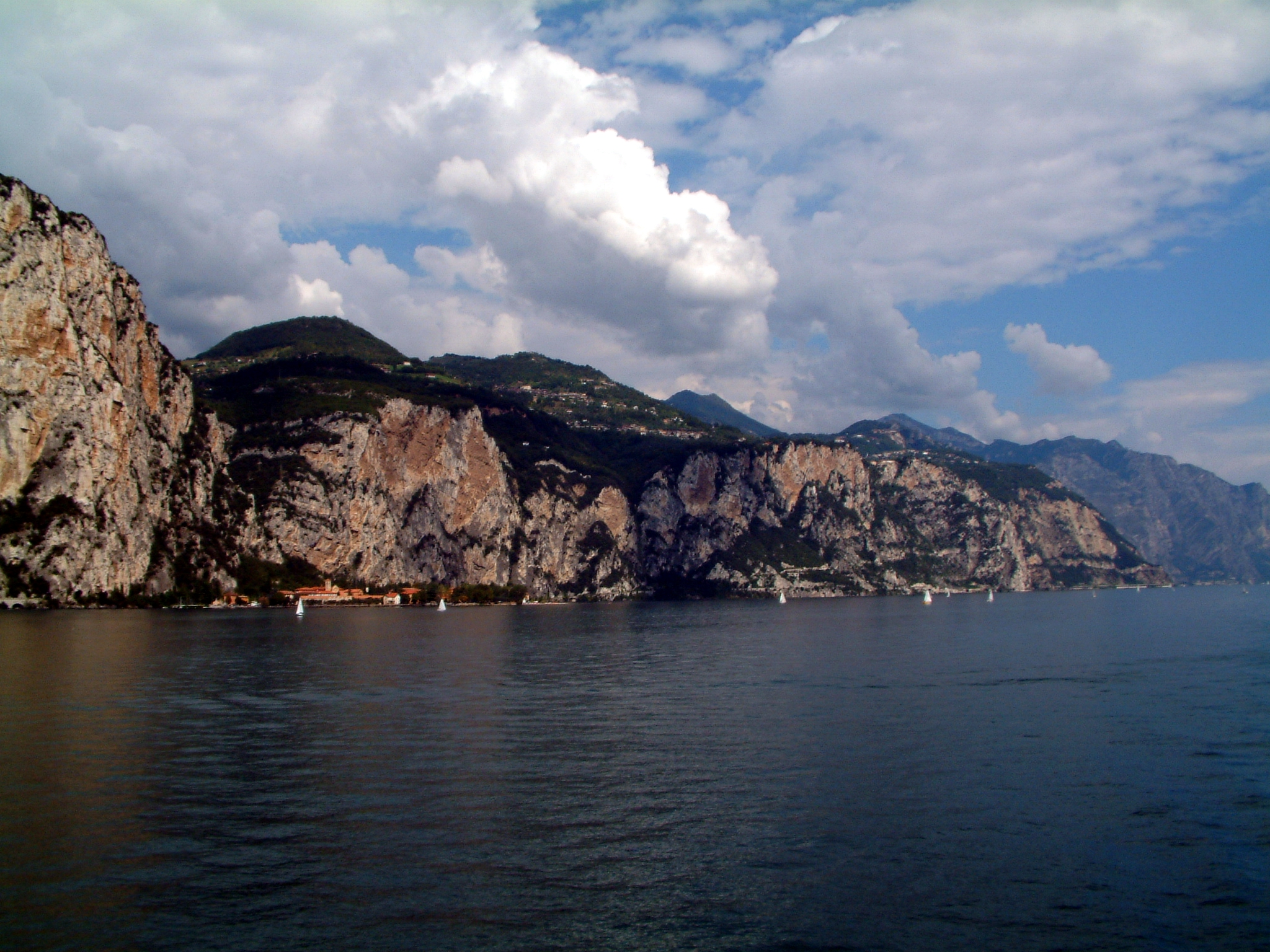
Tremosine vista dal lago di Garda

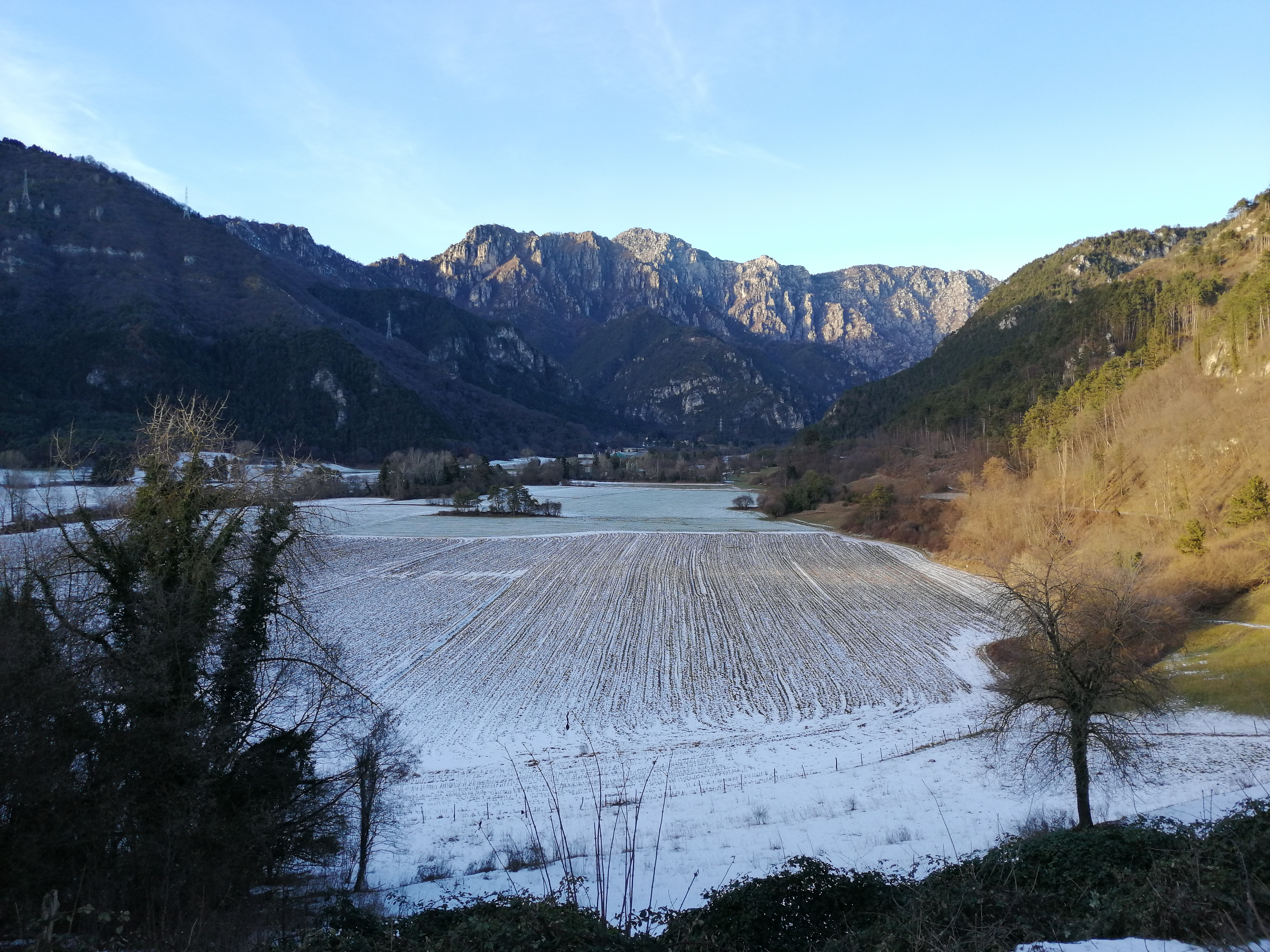
Vista della valle di Bondo

L'altitudine del comune è compresa fra i 65 m e i 1976 m s.l.m. La frazione capoluogo del municipio, Pieve, si trova a un'altezza di 414 m s.l.m. mentre Vesio, la frazione più abitata secondo il censimento del 2001, si trova invece a 626 m s.l.m. Tra le altre frazioni, Campione del Garda è quella che si trova all'altitudine più bassa, 65 m s.l.m. mentre Campi è quella situata più in alto (691 m s.l.m.).
Il nome Tremosine indica anche un'ampia zona all'interno del parco regionale dell'Alto Garda Bresciano, istituito nel 1989. È tra i più ampi comuni della Provincia di Brescia.
Nel territorio comunale sono presenti profonde vallate che caratterizzano la zona, tra cui la Valle del San Michele. Campione è l'unica frazione ad affacciarsi sul lago di Garda.

### Clima
Grazie alla vicinanza con lago, il clima è mite in inverno e caldo, ma non afoso nella stagione estiva. Queste condizioni fanno sì che si sviluppi una vegetazione tipicamente mediterranea. Salendo di quota il clima passa da temperato a temperato sub-continentale e quindi a temperato continentale.

## Origini del nome
Il toponimo è attestato fin dal 1185 dato che compare sulla bolla d'investitura dei beni che papa Urbano III emanò a favore dell'arciprete Martino. Secondo Mazza (1986) potrebbe derivare dall'etrusco Tremusina.
Una seconda teoria, riportata ancora dallo stesso Mazza, sostiene che esso derivi da tramoggia, ovvero "misura di tre moggi" per la conformazione del territorio.

## Storia

### Epoca preromana
Le prime informazioni certe di presenza umana risalgono al Neolitico: una stazione preistorica fu rinvenuta dal geologo Arturo Cozzaglio in località Pieve e altri oggetti furono scoperti a Lis, a Calvarice e a Castello.
Vi sono inoltre testimonianze di insediamenti in epoca etrusca: una lapide bilingue etrusco-cenomano del I secolo d.C. – per anni murata presso il campanile della chiesa di Voltino e trasferita dal 1857 presso il museo civico ora di Santa Giulia – è di discussa traduzione.

### Epoca romana
In età romana, secondo Scalmana (2001), i ricchi cittadini romani possedevano ville e campi in zona, dove si facevano anche costruire decorose tombe con epitaffio. Secondo Mazza (1986) le lapidi classificate risultano essere quindici; inoltre nel territorio di Tremosine vennero rinvenuti anche corredi funerari, tra cui monete in bronzo del periodo 160-180 in una sepoltura in località Ustecchio.
Da una lapide scoperta nel Settecento è attestata la presenza di un culto al dio Bergimo: secondo Mazza (1986) sopra la sua ara sorse la prima pieve cristiana che fu sostituita da una chiesetta gotica nel XII secolo.

### Epoca medievale
Nel 1185 risulta che l'arciprete Martino, il primo di cui si abbia testimonianza scritta, si recò al conclave di Verona per l'elezione di papa Urbano III il quale lo investi dei beni in Tremosine. Nel 1275 è attestato che l'arciprete Bonapace partecipò all'elezione vescovile di Berardo Maggi, risultandone decimo nell'ordine di congresso.
Per Tremosine il titolo di Comune è attestato per la prima volta in un atto del 12 maggio 1268.
Nel 1283, in mezzo alle lotte fra i Visconti e i Della Scala per il controllo del territorio bresciano, risulta che la comunità si diede al vescovo di Trento. L'anno seguente, dopo una guerra fra la repubblica comunale di Brescia e il vescovo trentino, la zona di Tremosine, Limone e Tignale tornò a essere soggetta al capoluogo cidneo.
Nel 1330, il signore di Brescia Giovanni di Boemia vendette il feudo di Tremosine a Federico Castelbarco per 15 000 fiorini. Tre anni dopo, la caduta del boemo per mano dei Della Scala comportò anche la decadenza dei Castelbarco.
In seguito, Tremosine si legò alla Magnifica patria della Riviera e passò alla Repubblica di Venezia nel 1426.

### Epoca veneta
A partire dagli atti del Cinquecento presenti nell'archivio comunale, risulta che il comune fosse suddiviso in quattro quadre, denominate Pieve, Sermerio, Vesio e Voltino, a loro volta organizzate in vicinie con un proprio podestà. La vicinia del comune era anche chiamata pubblico e generale comune: era affiancata da un consiglio di dodici persone e, dal 1586, da un'adiuncta di otto persone. Tuttavia, quest'ultimo organo sparì successivamente a seguito di mutamenti nell'organizzazione. Il console era estratto a sorte tra i consiglieri: la sua carica durava un mese, aveva autorità giudiziarie e il potere di convocare la vicinia. La carica di sindaco risulta citata per la prima volta nel 1664 e aveva il compito sia di presiedere la vicinia, sia di controllare l'esecuzione delle deliberazioni. Altri ruoli previsti da atti e statuti erano quelli del camparo, dell'estimatore e del cancelliere.
Secondo quanto riportato da Giovanni Da Lezze nel suo Catastico bresciano del 1610, Trimosino faceva parte della quadra di Gargnano. Pochi anni dopo, il comune fu colpito dalla peste del 1630; le testimonianze del tempo riportano 600 vittime. All'inizio del XVIII secolo, le varie comunità furono devastate e razziate dalle milizie francesi durante la guerra di successione spagnola.
Il territorio di Tremosine, in particolare attraverso la Valle di Bondo, costituì un collegamento nevralgico col Trentino, in particolare con la Val di Ledro, grazie a una strada "buona per carri" che consentiva scambio di merci e di lavoratori stagionali tra le due valli.
Sul Passo (di) Not(t)a vennero costruite strutture di sbarramento e venne mantenuta una guarnigione: le relazioni inviate a Venezia consigliavano di mantenere il saldo controllo del passo, anche mediante presidio dell'adiacente Monte Corno che ne consente il dominio anche con una guarnigione ridotta e meno costosa.
Nel 1750, la chiesa di Vesio ottenne l'autonomia parrocchiale, staccandosi da quella di Pieve, dopo 170 anni di discussioni e di lotte anche cruente.

### Epoca napoleonica e asburgica
A seguito dell'occupazione delle truppe francesi del bresciano (maggio 1796) e della proclamazione della Repubblica Bresciana (marzo 1797), Tremosine fu assegnata al cantone del Benaco. Il trattato di Campoformio (ottobre 1797) definì il confine tra la Repubblica Cisalpina e l'Arciducato d'Austria presso il passo di Nota.
Nel 1805, il comune risulta appartenere al Dipartimento del Mella del napoleonico Regno d'Italia. Dal punto di vista organizzativo fu definito comune di seconda classe e assegnato al distretto IV di Salò.
Nel 1810, il vicino comune di Limone su soppresso e il suo territorio fu assegnato a Tremosine.
Dopo il congresso di Vienna, Tremosine fu privato del territorio di Limone, che riacquistò l'autonomia municipale, e fu assegnato alla provincia di Brescia del Regno Lombardo-Veneto, retto dagli Asburgo d'Austria. Nel 1816 fu assegnato al distretto XV di Gargnano.
Nel 1848, Carlo Pisacane guidò la 5ª Compagnia Cacciatori dei Corpi Volontari Lombardi presso il passo di Nota di Tremosine, scontrandosi con le truppe austriache e venendo ferito il 27 giugno. L'anno seguente, dopo che Haynau decise di multare i comuni bresciani di 500 lire per ogni disertore non consegnato, a Tremosine fu raccolta una banda di essi che emigrò in Piemonte.
Nel 1853 il distretto di Gargnano fu rinumerato in X.

### Dopo l'unità d'Italia
Tremosine dovette attendere gli esiti del trattato di Zurigo prima di poter passare sotto il controllo del Regno di Sardegna (dal 1861, Regno d'Italia). Il confine con l'Impero austriaco (dal 1866 austro-ungarico) fu stabilito presso il passo di Nota: dal lato italiano era presente una caserma del corpo delle Guardie doganali (dal 1881, Corpo della Regia Guardia di Finanza), mentre la caserma del corrispondente corpo austriaco venne realizzata poco distante, in corrispondenza di Passo Bestana.
Dal punto di vista amministrativo, il comune fu assegnato al mandamento II di Gargnano, appartenente al circondario IV di Salò della nuova provincia di Brescia.

### La prima guerra mondiale
Il territorio comunale di Tremosine venne intensamente fortificato dagli italiani durante la prima guerra mondiale, soprattutto a partire dal 1917 quando la prima Linea venne stabilizzata in Val di Ledro. Il settore assunse importanza particolarmente dopo la battaglia di Caporetto, che portò il fronte principale lungo il Piave e sul Pasubio, a poche decine di chilometri di distanza: uno sfondamento lungo il gradiente del Garda avrebbe infatti potuto portare gli austriaci oltre Salò e Desenzano, alle spalle del fronte e senza ulteriori ostacoli verso le zone industriali di Brescia e Milano.
La frazione di Vesio fu sede di una delle Direzioni Lavori del Genio Militare della Zona XV e presso il Passo Nota fu installato il Comando di Sottosettore IV Bis, del quale individuano ancora le strutture.
Le dorsali montane furono oggetto di intensi lavori difensivi: furono costruite decine di chilometri di mulattiere e di sentieri per collegare i crinali fortificati. La rete stradale montana e di fondovalle di Tremosine è stata costruita principalmente per scopi militari dal Genio in questo periodo: come la provinciale 38 che collega Tignale a Limone, la strada in quota per il passo di Nota e quella di fondovalle nell'alveo del lago di Bondo.
Anche il crinale più a nord (Dalvra, Corno Nero, Corna Vecchia) fu interamente fortificato e percorso da strade. Furono realizzate linee trincerate formate da centinaia di tratti, supportate da ricoveri in roccia, appostamenti e casematte in caverna, postazioni per mitragliatrici e lanciabombe, oltre alle piazzole per le batterie di artiglieria.
Lo sbarramento principale rimase imperniato sulla catena di cime tra Monte Corno, Passo Nota, Monte Carone, Cima Guil e Punta Larici, su cui si attestarono batterie di Artiglieria da montagna e antiaerea.
Il blocco del Passo Nota fu affidato a un sistema di trincee in profondità, affiancato dalle postazioni di Monte Corno e del Carone: qui sono rintracciabili anche postazioni importanti e casematte. Molto noto il trincerone in cemento posto a ridosso del Passo e il Cimitero di Guerra che raccolse le salme di alcuni caduti e operai militarizzati deceduti in zona, ma il complesso di fortificazioni è ben più ampio e si estende su linee successive.
L'area fu teatro di continui duelli di artiglieria con le batterie austriache della Rocchetta, di Cima Parì e Cima d'Oro, con salve scambiate anche con i forti di Riva.
È documentata presso Passo Nota anche una visita del re Vittorio Emanuele III. In questi luoghi operò per circa un anno in qualità di sottotenente di artiglieria Cesare Maria De Vecchi.

### Dal primo dopoguerra al XXI secolo
Con regio decreto 31 dicembre 1928, n. 3311, la frazione di Campione fu staccata da Tignale per essere assegnata a Tremosine.
Nel 1962 il paese di Tremosine divenne noto in tutta Italia per un fatto di cronaca nera: il giovane diciottenne Giuseppe Rossi, poi noto come "il mostro di Tremosine", uccise a fucilate i genitori e la sorellina mentre dormivano nella loro abitazione.
A seguito della legge regionale 7 novembre 2013, n. 12, il nome del comune fu cambiato in Tremosine sul Garda.

### Simboli
Lo stemma è stato concesso con
D.P.R. del 5 giugno 1951.
fra loro da due fenditure, la centrale sinistrata da una
croce latina, sorgenti da una campagna d'argento, caricata di due fasce ondate d'azzurro; il tutto sormontato dalla scritta in argento: et tu viator vale. Ornamenti esteriori da Comune.»
Il gonfalone è un drappo di azzurro.

## Monumenti e luoghi d'interesse

### Architetture religiose

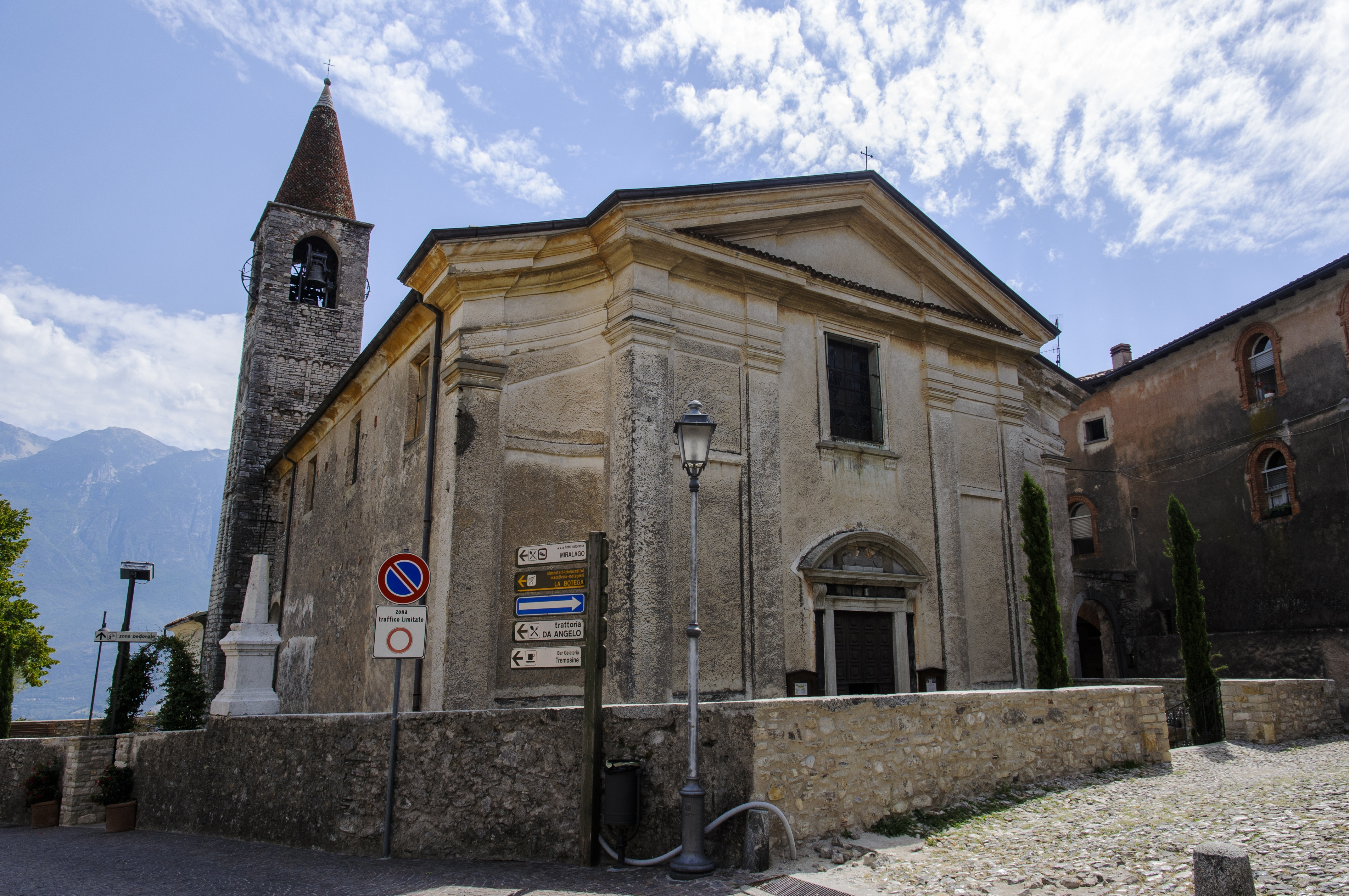
Chiesa di san Giovanni Battista a Pieve

- Chiesa di san Giovanni Battista, parrocchiale della frazione di Pieve, è un edificio in stile gotico costruito nel XII secolo sopra una precedente pieve. La fabbrica è stata rimaneggiata nel Cinquecento e nel 1712[12]. L'interno è a una sola navata. Coro, sagrestia e organo sono ornati da intagli in noce dei Lucchini da Castel Condini di inizio Settecento. L'affresco è del XV secolo, mentre la pala è un'opera del XVII secolo frutto del lavoro di Giuliano Glissenti da Vestone[12]. La torre campanaria, a pianta quadrata, è stata eretta nel X secolo e rialzata in quello seguente[12].
- Chiesa di San Bartolomeo Apostolo. Parrocchiale della frazione di Vesio. La facciata è dotata di un portico colonnato, mentre all'interno si trovano un organo di Gaetano Callido e degli scranni lignei intarsiati[22].
- Chiesa di San Lorenzo Martire nella frazione di Voltino.
- Eremo di San Michele nella val San Michele
- Chiesa di Sant'Ercolano nella frazione di Campione del Garda
- Chiesa di San Bernardo Abate e San Martino Vescovo nella frazione Sermerio

### Architetture militari
- Trincee della prima guerra mondiale. Le postazioni costruite durante la prima guerra mondiale sono ben conservate e visitabili. Iniziano dall'abitato di Pieve e proseguono ininterrotte fino a Polzone, presso la quale era presente uno sbarramento trincerato allo scopo di bloccare l'accesso in valle. Da lì si può risalire sino alla Bocca Cocca, dove le installazioni si interrompono. Altre postazioni sono riconoscibili nelle frazioni abitate di Pregasio, Nevese, Secastello, Monte Nai e nelle loro immediate vicinanze, anche in posizioni a strapiombo sul lago di Garda. Il versante orientale della valle di Bondo è fortificato fino al Monte Traversole, dove la linea si congiunge allo sbarramento principale lungo la direttrice Passo Tremalzo - Passo Nota - Passo Guil.

## Società

### Evoluzione demografica
Abitanti censiti

## Geografia antropica

### Frazioni

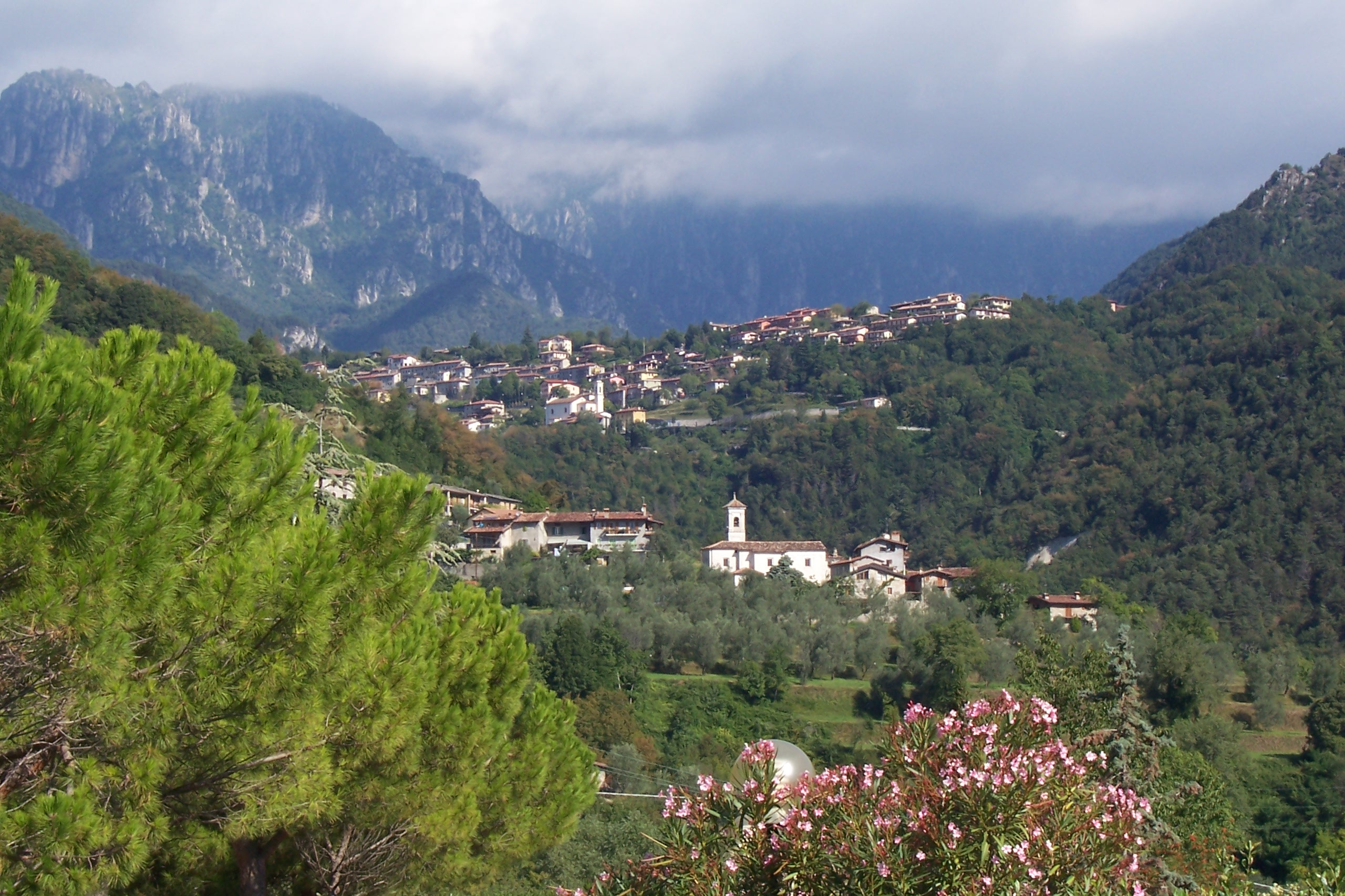
Veduta delle frazioni di Vesio, in alto, e di Priezzo, al centro

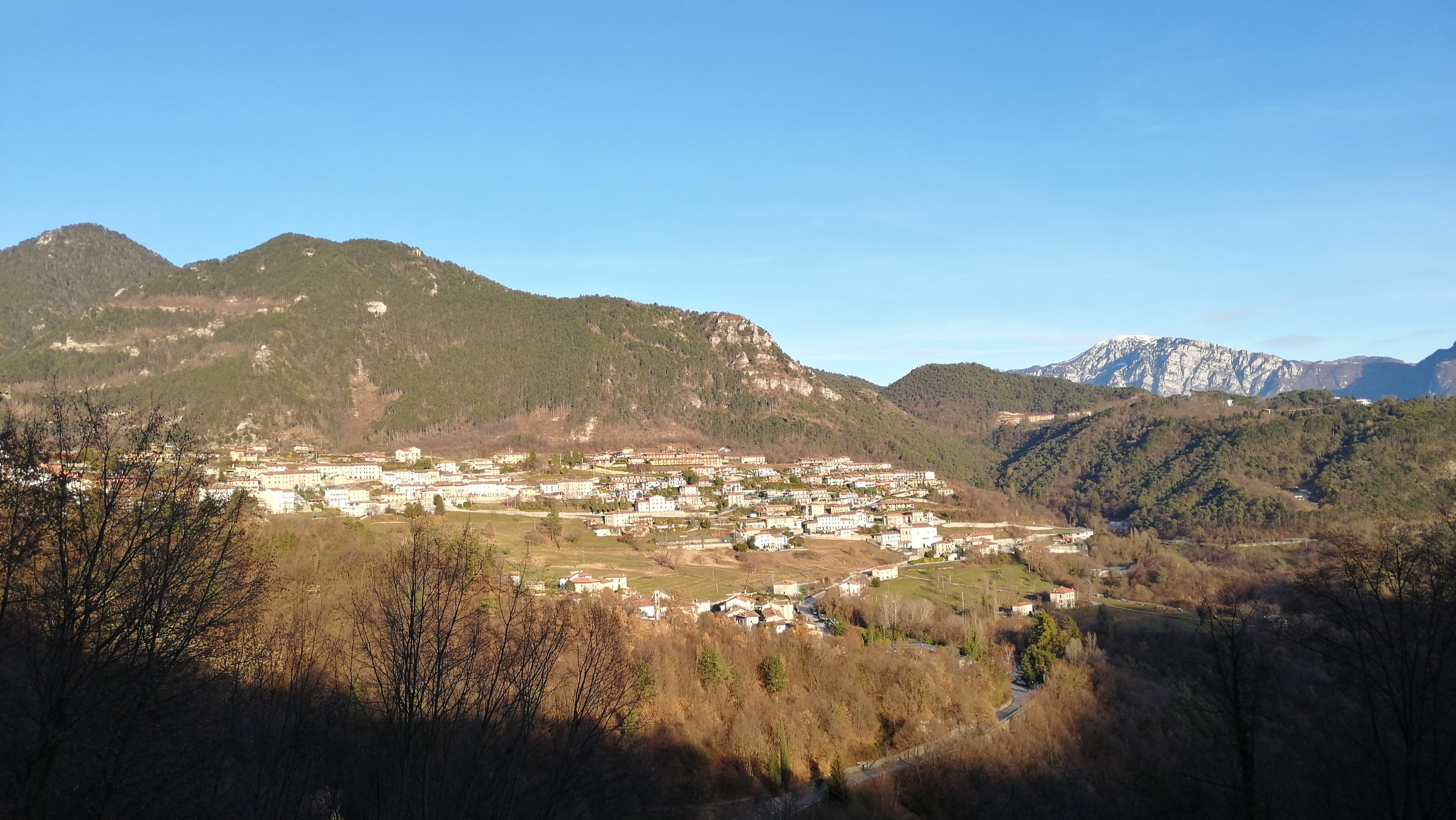
Veduta di Vesio da Voiandes

Secondo l'articolo 4, comma 1 dello statuto comunale, il territorio comunale è suddiviso tra le seguenti frazioni:
- Arias;
- Bassanega;
- Cadignano;
- Campione;
- Castone;
- Mezzema;
- Musio;
- Pieve;
- Pregasio;
- Priezzo;
- Secastello;
- Sermerio;
- Sompriezzo;
- Ustecchio;
- Vesio;
- Villa;
- Voiandes;
- Voltino.

La località Pieve è sede comunale.

## Infrastrutture e trasporti

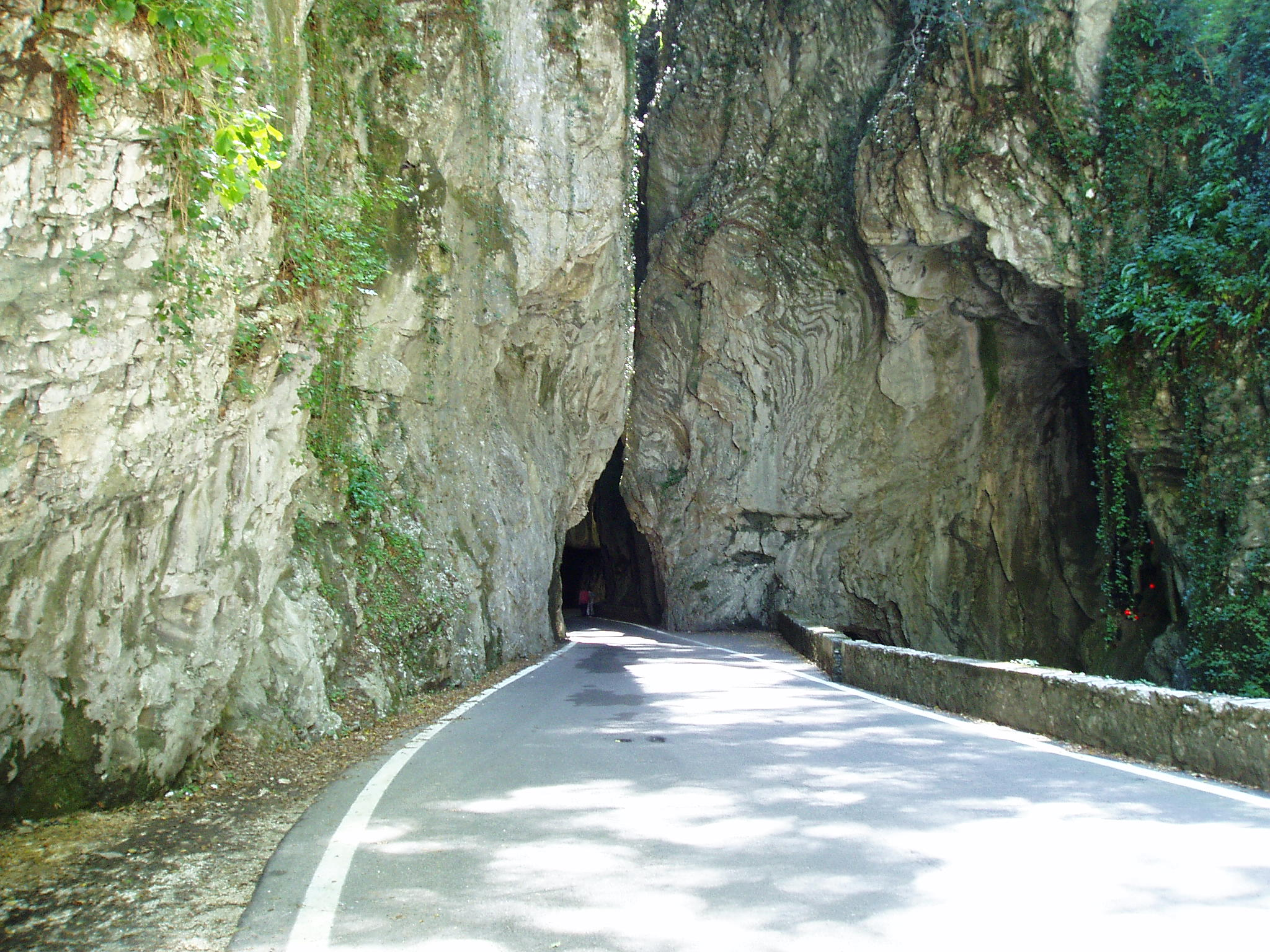
La forra sulla strada provinciale 38 (Strada della Forra) in direzione di Campione

Il territorio comunale è attraversato dalla strada statale gardesana occidentale il cui percorso affianca il lago di Garda parzialmente in galleria.
Esistono due strade provinciali:
- la 38 (Strada della Forra), che collega la frazione di Campione a Pieve di Tremosine e a Vesio per poi dirigersi verso Tignale
- la 115, che collega Vesio a Limone sul Garda, passando per Bassanega, Ustecchio e Voltino.

Tremosine è servita dalla linea di autobus interurbani LN012 Gargnano-Tremosine-Limone, gestita dal consorzio Trasporti Brescia Nord.

## Amministrazione
| Periodo        | Periodo        | Primo cittadino    | Partito                        | Carica  | Note   |
| -------------- | -------------- | ------------------ | ------------------------------ | ------- | ------ |
| 24 aprile 1995 | 14 giugno 2004 | Diego Ardigò       | lista civica di centrodestra   | sindaco | [ 26 ] |
| 14 giugno 2004 | 8 giugno 2009  | Francesco Briarava | lista civica di centrosinistra | sindaco | [ 27 ] |
| 8 giugno 2009  | 26 maggio 2014 | Diego Ardigò       | lista civica di centrodestra   | sindaco | [ 28 ] |
| 26 maggio 2014 | in carica      | Battista Girardi   | lista civica di centrosinistra | sindaco | [ 29 ] |

### Gemellaggi
Tremosine sul Garda è gemellata con:
- North Adams (Massachusetts), dal 2005